# مؤتمر سوتشي
مؤتمر سوتشي أو مؤتمر الحوار الوطني السوري هو مؤتمر رعته روسيا عقد يوم 30 يناير/كانون الثاني 2018 في منتجع سوتشي المطل على البحر الأسود بهدف المساهمة بإيجاد حل سياسي للحرب الأهلية السورية، من أبرز مخرجاته الاتفاق على تأسيس لجنة لإعادة كتابة الدستور السوري، ودعوة لإجراء انتخابات ديمقراطية.

## المدعوون
شاركت في المؤتمر شخصيات محسوبة على الموالاة والمجتمع المدني السوري، ووفود من المعارضة قادمة من دمشق والقاهرة وموسكو وأنقرة وبلغ عددهم 1511 شخصاً من أصل 1600 وجهت الدعوة رسمياً لهم.
بينما عاد وفد فصائل المعارضة المسلحة المكون من نحو ثمانين شخصاً إلى أنقرة بعد رفضه المشاركة، وقال في بيان إنهم فوجئوا بأنه «لم يتحقق أي من الوعود التي قطعت، فلا القصف الوحشي على المدنيين توقف، ولا أعلام النظام على لافتات المؤتمر وشعاره أزيلت، فضلا عن افتقاد أصول اللياقة الدبلوماسية من الدولة المضيفة».

### المشاركون
- مبعوث الأمم المتحدة الخاص بسوريا ستفان دي ميستورا
- إيران
- تركيا
- السياسية والكاتبة السورية رندا قسيس رئيس حركة المجتمع التعددي ومؤسس منصة استانا حيث ترأست مجموعة مؤلفة من «منصة أستانة» السياسية و«حركة المجتمع التعددي» وغيرها من المجموعات الأخرى، إضافة إلى شخصيات سورية مؤثرة تنتمي للفصائل العسكرية، واتحاد السوريين في المهجر إضافة لشخصيات كانت مؤثر في «غوطة دمشق»، واعتبرت أن كل من رفض المجيء إلى مؤتمر الحوار الوطني السوري في سوتشي وهاجم هذا المؤتمر ليس لديه إحساس بالمسؤولية تجاه وطنه ومن أجل إيجاد حل لسوريا.[3][4][5][6][7][8]
- شخصيات محسوبة على المعارضة قادمة من القاهرة ودمشق، منهم رئيس تيار بناء الدولة لؤي حسين الذي اعتبر أن الدول الضامنة (روسيا وتركيا وإيران) هي المتحكمة في واقع سوريا، مضيفا أن «هذا المؤتمر يقوم بالتأكيد على جثة مفاوضات جنيف».

### المقاطعون
- المعارضة السورية
- الولايات المتحدة
- بريطانيا
- فرنسا حيث قالت إن حل الأزمة السورية يجب أن يكون برعاية أممية لا برعاية روسية.
- الهيئة العليا للمفاوضات السورية أعلنت قبل المؤتمر مقاطعته

## لجان المؤتمر
تشكّلت أربع لجان خلال المؤتمر وهي: لجنة مناقشة الإصلاحات الدستورية، لجنة متابعة المؤتمر، لجنة التصويت ولجنة التنظيم. اللجنتان اللتان ستستمران هما لجنة مناقشة الإصلاحات الدستورية ولجنة المتابعة.
إذ نص البيان الختامي على تأليف لجنة دستورية تتشكل من وفد حكومي و«وفد معارض واسع التمثيل، وذلك بغرض صياغة إصلاح دستوري يسهم في التسوية السياسية التي ترعاها الأمم المتحدة وفقاً لقرار مجلس الأمن الدولي 2254».
وأوضح دي ميستورا أن اللجنة ستتضمن ممثلين من وفد المعارضة المشاركة في مفاوضات جنيف برعاية الأمم المتحدة، في إشارة إلى «هيئة التفاوض لقوى الثورة والمعارضة السورية» التي قاطعت مؤتمر سوتشي. ورأى دي ميستورا أن المشاركين تبنوا «12 مبدأ» أقرت في عملية جنيف، مشيداً بالجهود التي بذلت خلال المؤتمر.
بيد أن البيان الختامي لم يتطرق إلى مصير الرئيس السوري بشار الأسد واكتفى بالإشارة إلى أن الشعب السوري وحده يقرر مستقبله «عن طريق صناديق الاقتراع». كما نص على «الالتزام الكامل بسيادة دولة سوريا واستقلالها وسلامتها الإقليمية ووحدتها أرضا وشعباً»، وعلى أن تكون دولة «غير طائفية تقوم على التعددية السياسية».
ورفضت عشرات الفصائل المقاتلة المعارضة وهيئة التفاوض لقوى الثورة والمعارضة السورية، الفريق المعارض الرئيسي، حضور المؤتمر. كما أعلنت «الإدارة الذاتية الكردية» عدم المشاركة، متهمة روسيا وتركيا بـ«الاتفاق» على الهجوم على عفرين، المنطقة الكردية في شمال سوريا التي تتعرض لعملية عسكرية تركية واسعة منذ حوالى عشرة أيام.

## البيان الختامي
«نحن المشاركين في مؤتمر الحوار الوطني السوري، ممثلي كل شرائح المجتمع السوري، وقواه السياسية والمدنية، ومجموعاته العرقية والدينية والاجتماعية، وقد اجتمعنا بناء على دعوة من روسيا الاتحادية الصديقة في مدينة سوتشي، بهدف وضع حدّ لسبع سنوات من معاناة شعبنا عبر التوصل إلى تفاهم مشترك حول ضرورة إنقاذ الوطن من المواجهة المسلحة، ومن الدمار الاجتماعي والاقتصادي، واستعادة هيبته على الساحتين الإقليمية والدولية، وتوفير الحقوق والحريات الأساسية لجميع مواطنيه، وفي مقدّمتها الحق في الحياة الآمنة والحرة بدون عنف وإرهاب وتتمثل الوسيلة الوحيدة للوصول إلى هذا الهدف بالتسوية السياسية للتحديات التي تواجه وطننا، وذلك بناء على المبادئ التالية:»
1. الاحترام والالتزام الكامل بسيادة واستقلال وسلامة أراضي ووحدة الجمهورية العربية السورية أرضاً وشعباً. ولا يجوز التنازل عن أي جزء من الأراضي الوطنية، ويبقى الشعب السوري متمسكاً باستعادة الجولان السوري المحتل بجميع الوسائل القانونية وفقاً لميثاق الأمم المتحدة والقانون الدولي.
2. الاحترام والالتزام الكامل بالسيادة الوطنية السورية على قدم المساواة مع الدول الأخرى، وعدم التدخل في شؤونها الداخلية. ويجب أن تستعيد سورية دورها الكامل على الساحة الدولية وفي المنطقة، بما في ذلك كجزء من الوطن العربي، وذلك وفقاً لميثاق الأمم المتحدة وأهدافه ومبادئه.
3. يُحدد الشعب السوري مستقبل بلاده بشكل مستقل وبطريقة ديمقراطية عبر الانتخابات، ويمتلك الحق الحصري في اختيار نظامه السياسي، والاقتصادي، والاجتماعي بدون ضغوط خارجية أو تدخل، وذلك وفقاً لحقوق والتزامات سورية على الساحة الدولية.
4. سورية دولة ديمقراطية غير طائفية تقوم على مبادئ التعددية السياسية والمساواة بين المواطنين بغض النظر عن انتماءاتهم الدينية والعرقية والجنسانية، بحيث تكون فيها سيادة القانون مضمونة بشكل كامل، إضافة إلى مبدأ فصل السلطات، واستقلال النظام القضائي، والتنوع الثقافي للمجتمع السوري، والحريات العامة، بما فيها حرية المعتقد، وتتمتع بحكومة مسؤولة وجامعة تعمل في إطار التشريع الوطني وتتخذ إجراءات فعّالة لمكافحة الجريمة والفساد وسوء استخدام السلطة.
5. تلتزم الحكومة بالوحدة الوطنية، والسلم الاجتماعي، والتنمية الشاملة والمتوازنة مع التمثيل العادل في سلطات الإدارة المحلية.
6. استمرارية وتعزيز عمل المؤسسات الحكومية والعامة، بما في ذلك حماية البنى التحتية للمجتمع، والممتلكات الخاصة وتقديم الخدمات العامة لجميع المواطنين بدون استثناء، وفقاً لأعلى معايير الإدارة والمساواة بين الجنسين. ولدى التواصل مع السلطات الحكومية، يجب أن يتمتع المواطنون بآليات تضمن سيادة القانون، وحقوق الإنسان وحماية الملكية الخاصة.
7. المحافظة على الجيش والقوات المسلحة، وأن تقوم بواجباتها وفقاً للدستور، بما في ذلك حماية الحدود الوطنية والشعب من التهديدات الخارجية ومكافحة الإرهاب حمايةً للمواطنين حيثما يتطلب ذلك. وتركز المؤسسات الأمنية والاستخباراتية على الحفاظ على الأمن الوطني وتعمل وفقاً للقانون.
8. الرفض الكامل لمختلف أشكال الإرهاب والتعصب والتطرف والتفرقة الدينية، والالتزام بمحاربتها بشكل فعّال، إضافة إلى خلق الظروف المساعدة على انتشار التنوع الثقافي.
9. حماية واحترام حقوق الإنسان والحريات، خاصة في أوقات الأزمات، بما في ذلك عدم التمييز ومساواة الجميع في الحقوق والفرص، وذلك بغض النظر عن اللون أو الدين أو العرق أو اللغة أو الجنس أو أي انتماء أخر. وإيجاد آلية فعّالة لحماية الحقوق السياسية وتكافؤ الفرص، خاصة بالنسبة للنساء، وذلك عن طريق تعزيز دورهم في عملية اتخاذ القرار، وبحيث يصل تمثيل النساء إلى مستوى 30% وصولاً إلى التوازن بين الجنسين.
10. كل الاحترام للمجتمع السوري وهويته الوطنية، وتاريخه وقيمه الغنية التي ساهمت فيها جميع الأديان والحضارات والتقاليد التي مرّت على سورية، بما في ذلك العيش المشترك ما بين مختلف مكونات المجتمع السوري، والحفاظ على الإرث الثقافي الوطني بكل أطيافه.
11. محاربة الفقر والقضاء عليه، ودعم المسنين وغيرهم من الفئات الهشة من ذوي الاحتياجات الخاصة والأيتام، وضحايا الحرب، إضافة على توفير ضمانات بالأمن والمأوى لجميع اللاجئين والمشردين داخلياً، وحماية حقوقهم بالعودة الطوعية والآمنة إلى بيوتهم.
12. حماية الإرث الوطني والبيئة والحفاظ عليها للأجيال القادمة، وذلك وفقاً للاتفاقيات الدولية بخصوص البيئة وإعلانات اليونسكو بشأن التدمير المتعمد للتراث الثقافي.

نحن، ممثلي شعب سورية الأبيّ الذي تعرّض لمعاناة فظيعة، وكان شجاعاً بما فيه الكفاية لمحاربة الإرهاب الدولي، نعلن من هنا العزم على إعادة الرفاه والازدهار إلى أرض الوطن، وتأمين حياة كريمة ومريحة للجميع.
سوتشي، 30 كانون الثاني 2018.

## روابط خارجية
قائمة بأسماء المدعوين